# Alexander Diwiak
Alexander Diwiak (* 14. Dezember 1989 in Graz als Alexander Schuster) ist ein österreichischer Schauspieler.

## Karriere
Alexander Diwiak studierte Raumplanung an der TU Wien und arbeitete sechs Jahre lang als Verkehrsplaner. Noch während dieser Tätigkeit begann er privaten Schauspielunterricht zu nehmen. 2021 entschloss er sich, hauptberuflich als Schauspieler tätig zu sein und hat seither in mehr als einem Dutzend Kurzfilmen mitgewirkt.
2023 bekam er seine erste größere Rolle in der ORF-Fernsehserie Walking on Sunshine, in der er Christoph Rehkofel, den Premierminister von Lichtenburg spielte. Ebenfalls 2023 spielte er Paul Leubmann in der Dokumentarfilmreihe Österreich – Die ganze Geschichte.
2024 folgten Rollen in der Amazon Prime Video Serie Beasts like us, in der ORF-Serie Schnell ermittelt und im Kinofilm Führer und Verführer.
Er lebt mit seiner Ehefrau, der Autorin Irene Diwiak, in Wien.